# Grandris
Grandris este o comună în departamentul Rhône din sud-estul Franței. În 2009 avea o populație de 1.241 de locuitori.

## Evoluția populației
| An        | 1975  | 1982  | 1990  | 1999  | 2006  | 2009  |
| --------- | ----- | ----- | ----- | ----- | ----- | ----- |
| Populație | 1.042 | 1.025 | 1.068 | 1.033 | 1.199 | 1.241 |